# Xã Pennsylvania, Quận Mason, Illinois
Xã Pennsylvania (tiếng Anh: Pennsylvania Township) là một xã thuộc quận Mason, tiểu bang Illinois, Hoa Kỳ. Năm 2010, dân số của xã này là 206 người.